# Alveringem
Alveringem este o comună neerlandofonă situată în provincia Flandra de Vest, regiunea Flandra din Belgia. La 1 ianuarie 2008 avea o populație totală de 4.963 locuitori. 

## Geografie
Comuna actuală Alveringem a fost formată în urma unei reorganizări teritoriale în anul 1977, prin înglobarea într-o singură entitate a 9 comune învecinate. Suprafața totală a comunei este de 80,01 km². Comuna este subdivizată în secțiuni, ce corespund aproximativ cu fostele comune de dinainte de 1977. Acestea sunt:
| - I. Alveringem - II. Oeren - III. Sint-Rijkers - IV. Izenberge - V. Leisele - VI. Hoogstade - VII. Gijverinkhove - VIII. Beveren - IX. Stavele |

Localitățile limitrofe sunt:
| În Belgia: | În Franța:                                       |
| - Comuna Veurne: - a. Houtem - b. Vinkem - c. Wulveringem - d. Eggewaartskapelle - e. Zoutenaaie - Comuna Diksmuide: - f. Lampernisse - Comuna Lo-Reninge: - g. Lo - h. Pollinkhove - Comuna Vleteren: - i. Oostvleteren - j. Westvleteren - Comuna Poperinge: - k. Krombeke - l. Proven - m. Roesbrugge-Haringe | - n. Bambecque - o. Oost-Cappel - p. Hondschoote |